# Hello Kitty (аниме)
Hello Kitty (яп. ハローキティ Харо: Кити) — японские аниме-сериалы, созданные с участием известного персонажа компании Sanrio — Hello Kitty.

## Growing Up With Hello Kitty (1974)
Первое и неофициальное произведение о Hello Kitty. Развивающий мультсериал, выпущенный исключительно на DVD. Все 12 серий разделены на два тома по шесть серий в каждом.  Китти и её сестра Мими рассказывают жизненные уроки.

## Hello Kitty’s Furry Tale Theater (1987-1988)
Самая первая экранизация Hello Kitty японо-американского производства, режиссёром выступил Михаель Малиани. Сериал транслировался с 19 сентября по 12 декабря 1987 года. Всего было выпущено 13 серий аниме. Каждая серия разделена на две короткие истории по 11 минут, таким образом в сериале всего 26 историй, в каждой из которых затрагивается сюжет известных западных сказок и фильмов с участием Китти и её друзей, однако всё сводится к тому, что главные герои разыгрывают спектакли перед зрителями. Единственным исключением является серия The Phantom of the Theater (Призрак Театра), где основной сюжет происходит за кулисами сцены.

### Премьеры в мире
| Список премьер мультсериала в мире                                              | Список премьер мультсериала в мире | Список премьер мультсериала в мире | Список премьер мультсериала в мире |
| Страна                                                                          | Премьера                           | Канал                              | Владелец                           |
| ------------------------------------------------------------------------------- | ---------------------------------- | ---------------------------------- | ---------------------------------- |
| США                                                                             | 19 сентября 1987                   | CBS                                | Paramount Networks                 |
| Дания · Финляндия · Германия · Нидерланды · Швеция · Швейцария · Великобритания | 27 сентября 1987                   | MTV                                | Paramount Networks UK              |
| Россия                                                                          | 1994                               | 2x2                                | Газпром Медиа                      |

## Hello Kitty no Cinderella (1989)
Короткометражный фильм длительностью в 30 минут был выпущен студией Sanrio 22 июля 1987 года. Режиссёром выступил Тамэо Коханава. Фильм был лицензирован английской компанией Family Home Entertainment. Здесь Китти выступает в роли Золушки.

## Daisuki!/Asobou! Hello Kitty (1993—1994)
2 аниме-сериала, выпущенных студией Sanrio. Первый сезон Daisuki! Hello Kitty транслировался с 5 октября 1993 года по 19 марта 1994 года. Второй сезон Asobou! Hello Kitty — 6 апреля по 28 августа 1994 года. В каждом сезоне было выпущено по 26 серий. Сериал транслировался также на территории США, Испании, Италии, Голландии, Польши и Португалии.
Сюжет разворачивается вокруг Китти и её сестры-близнеца Мими. Вместе их ждут новые приключения, в том числе и в сказках.

## Hello Kitty’s Paradise (1999—2011)
Японский аниме-сериал, выпущенный студией Sanrio, всего выпущено 32 серии аниме. Сериал транслировался на территории Испании, США, Польши, Бразилии и в арабских странах. Сюжет разворачивается вокруг малышки Китти и её сестры Мими, которые посещают детский сад. Вместе они очень любят учиться и веселиться, путешествовать по воображаемой радуге вокруг их дома.

## Hello Kitty’s Animation Theater (2005)
Аниме-сериал, выпущенный студией Sanrio в 2005 году. Всего выпущено 26 серий аниме длительностью по 12 минут. Сериал был дублирован на английском языке.

## Hello Kitty’s Stump Village (2006)
Аниме-сериал совместного американо-японо-корейского производства, был выпущен в 2006 году, каждая серия длится по 11 минут, всего их 26. Особенность сериала в том, что в нём используется не рисованная анимация, а пластилиновые куклы.

## The Adventures of Hello Kitty & Friends (2008)
Аниме-сериал, выпущенный студией Sanrio. Анимация выполнена в 3D графике. Сериал начал транслироваться с 16 февраля 2008 года. Всего выпущены 52 серии аниме. В отличие от предыдущих экранизаций с Китти, сериал является развивающим и даёт разные уроки, связанные с математикой, социальными вопросами, ценностями семьи, а также уроки по китайскому/японскому языку.
Сериал получил премию Hong Kong ICT в 2008 году, а также награду DigiCon 2008.

## Hello Kitty: Ringo no Mori Fantasy (2006—2008)
3 аниме-сериала, выпущенные японской студией Asahi Production. Первый сезон'Hello Kitty Ringo no Mori no Fantasy'транслировался' с 4 апреля по 19 сентября 2006 года. Второй сезон Hello Kitty Ringo no Mori no Mystery с 1 января по 27 марта 2007 года. Оба сезона содержат по 13 серий длительностью в 10 минут. Третий сезон Hello Kitty Ringo no Mori to Parallel Town транслировался с 2 сентября 2007 года по 25 марта 2008 года. Здесь было выпущено 27 серий аниме. Режиссёром сериалов выступил Хидэаки Оба.